# Torre de Solanelles
La Torre de Solanelles és una masia situada al municipi de Vilanova de Segrià a la comarca catalana del Segrià.